# Poken
Een poken is een klein apparaatje waarmee men digitale contactgegevens kan uitwisselen. In de poken kan men de adressen opslaan van de eigen profielpagina's op sociale netwerken als Hyves, Facebook en LinkedIn. Daarnaast kan de poken ook contactgegevens als telefoonnummer en e-mailadres bevatten. 
Als men zijn poken dan tegen die van een ander houdt, worden de gegevens radiografisch uitgewisseld. 
Door middel van een USB-aansluiting en een bijbehorend computerprogramma kan men de eigen gegevens in de poken invoeren en de ontvangen gegevens op de computer opslaan. Vervolgens zijn deze gegevens beschikbaar als contacten in de gebruikte sociale netwerken. 
Het gebruik van pokens is vergelijkbaar met het uitwisselen van visitekaartjes. 

## Geschiedenis
De poken is ontwikkeld en wordt geproduceerd door de jonge Zwitserse onderneming Poken S.A. uit Lausanne. 
Het eerste product, de pokenSPARK, was oorspronkelijk bedoeld voor 15 - 25 jaar, maar vooral volwassenen en met name zakenmensen bleken erin geïnteresseerd. In korte tijd is er in heel Europa veel belangstelling voor het product met contactinfo web-dienst ontstaan, waaronder ook in Nederland. Sinds 23 september 2009 is er ook de pokenPULSE. Naast een groter ontmoetingsgeheugen beschikt de pokenPULSE ook over 2 GB geheugen voor persoonlijke bestanden.
Poken 1.0 kent een hype in 2009 waarna R&D in Lausanne het platform 'open' maakte en een API-structuur realiseerde: Poken 2.0. 
In 2011 was Poken voornemens een nieuwe stap te zetten waar zij niet alleen het visitekaartje maar ook de brochure kan vervangen. Dit geheel is ondersteund door NFC-technologie en komen de pokenauten met mobiele app's voor de meest gebruikte smartphones. Al in 2010 werd de Poken test-app 1.0 voor iPhone in de app-store beschikbaar gesteld. In 2017, ruim na de hype rondom hun gadgets, werd het bedrijf overgenomen door GES en werd er weinig meer van vernomen.

## Werking
De poken is een soort USB-stick in de vorm een handje van een figuur. 
Als de poken op een computer wordt aangesloten, laadt het bijbehorende programma de contactgegevens. 
Om gegevens uit te wisselen, moeten de "handjes" van de betrokken pokens tegen elkaar worden gehouden, alsof ze een high five maken. In twee seconden worden de gegevens overgezonden. Een groen lichtje geeft aan dat de overdracht gelukt is en een rood licht wijst op een opgetreden fout. 
Men kan verschillende profielen creëren en die op de poken zetten. Een profiel bevat een selectie van de eigen contactgegevens. Daarmee kan men bijvoorbeeld een profiel voor zakelijke contacten maken, waarin het zakelijke telefoonnummer en de bedrijfswebsite opgenomen zijn, en een andere voor sociale contacten, die bijvoorbeeld het privé-e-mailadres bevat.
Vóór het uitwisselen van gegevens kiest men het gewenste profiel door op de palm van de poken te drukken.
Er bestaan verschillende modellen in de vorm van diverse figuren: de Panda, Bee (bij), Alien (buitenaards wezen) en Voodoo.
Op 9 oktober 2009 heeft Poken haar volledig herbouwde webapplicatie gelanceerd en heeft daarmee de basis gelegd voor een schaalbare en veilige up-to-date Applicatie Service, de pokenHUB. Een grote misvatting was dat de persoonlijke contactinformatie op het USB-device zou staan; echter hierop staat een 128-bits unieke code en er is een klok aanwezig in het apparaatje. RFID is nooit de wijze geweest waarop de poken werkte. Er wordt gebruikgemaakt van een uitwisseling van twee 128-bits getallen en daarbij wordt er geklokt. De 'social business card' gegevens staan veilig opgeslagen op een server in Lausanne (Zwitserland). De USB-device is hierbij alleen maar een hulpmiddel zodat de server 'weet' aan wie hij welke informatie mag laten zien. Bovendien is de informatie dus alleen maar te benaderen met een gebruikersnaam en wachtwoord.